# Martin Warner (évêque)
Martin Clive Warner SSC (né le 24 décembre 1958)  est un évêque anglican en Angleterre. Il est actuellement l'évêque de Chichester.

## Jeunesse et éducation
Warner fait ses études à la King's School de Rochester, à la Maidstone Grammar School et au St Chad's College de l'Université de Durham de 1977 à 1980. Il se forme pour l'ordination à St Stephen's House, Oxford, obtenant plus tard un doctorat en philosophie (PhD) à l'Université de Durham.

## Ministère ordonné
Il est Vicaire adjoint à St Peter's, Plymouth (1984-1988), Vicaire de l'équipe de la paroisse de la résurrection, Leicester (1988–1993), Administrateur du Sanctuaire anglican de Walsingham (1993–2002), Prêtre en charge de Hempton avec Pudding Norton (1998–2000), Chanoine honoraire de la Cathédrale de Norwich et Vicaire associé à St Andrew, Holborn (2002–2003) .
Warner est résident chanoine à la Cathédrale Saint-Paul de Londres de 2003 à 2009 : pasteur chanoine de 2003 à 2008, puis trésorier chanoine jusqu'en 2009 .
Warner est consacré évêque dans l'Église d'Angleterre à la Cathédrale d'York le 26 janvier 2010 , puis accueilli le 30 janvier 2010 à l'église St Hilda, Whitby . Il subit un arrêt cardiaque le 23 août 2010 alors qu'il est en vacances à Florence  mais se rétablit. De 2008 à 2011, Warner écrit la chronique hebdomadaire "Sunday's Readings" pour le Church Times.
Le 3 mai 2012, il est nommé évêque diocésain de Chichester , son élection est confirmée le 2 juillet et son intronisation a lieu dans la Cathédrale de Chichester le 25 novembre .
Le 20 novembre 2012, Warner est l'un des trois évêques (et l'un des deux diocésains) du Synode général à avoir voté contre une motion autorisant l'ordination de femmes comme évêques dans l'Église d'Angleterre. Sa position sur la question est critiquée par certains membres du clergé local et des paroissiens du diocèse de Chichester .
Il est membre du Conseil des évêques de la Société . Il est présenté à la Chambre des lords en tant que Lord Spiritual le 15 janvier 2018 .